# 사카라 석판
사카라 석판(Saqqara Tablet)은 지금까지 남아 있는 고대 이집트 역대 파라오 목록 중 하나이다. 현재 카이로 박물관에 보관되어 있다. 1861년 사카라에서 람세스 2세 시대 관리인 티엔리의 무덤에서 발견되었다.
여기에는 아네지브로부터 람세스 2세에 이르는 58명의 파라오의 이름이 적혀 있었는데, 이 중 47개가 남아 있다. 이 목록의 특이한 점은, 어떤 목적에 의해 일부 파라오들이 제외되어 있다는 점이다. 특히, 이집트 제1중간기, 이집트 제2중간기, 힉소스인 파라오들이 제외되어 있다. 또한 아크나톤과 같은 이단적 파라오들도 제거되었다.

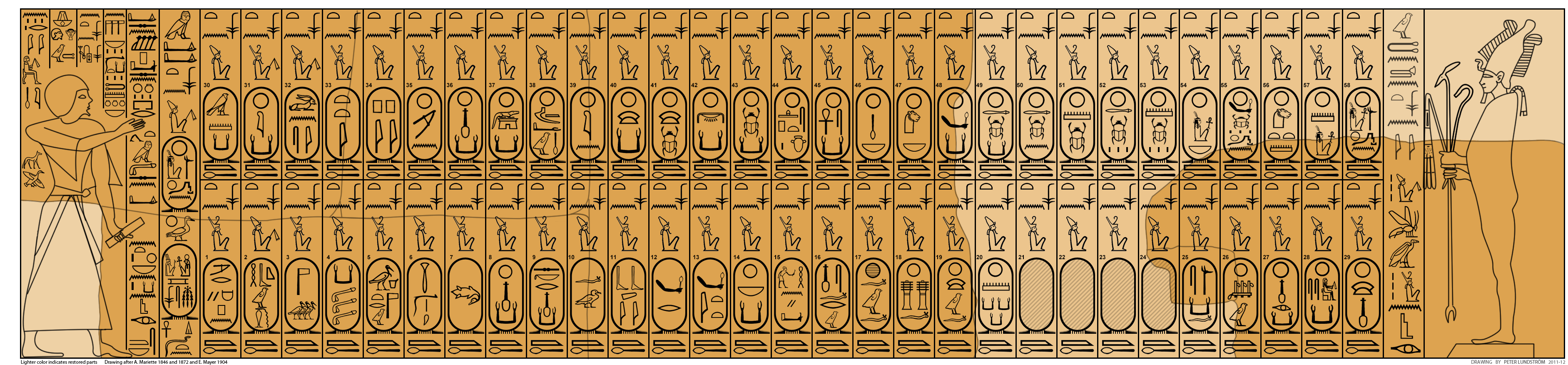
1864-65의 사진 및 드로잉에 기반한 사카라 왕 목록 그림.

## 내용
| 아랫 줄 | 아랫 줄             | 아랫 줄 | 윗 줄 | 윗 줄            | 윗 줄 |
| 번호    | 이름                | 설명 | 번호  | 이름             | 설명 |
| ------- | ------------------- | --- | ----- | ---------------- | --- |
| 1       | 아네지브            | 제1왕조의 파라오. | 30    | 멘카우레         | 제5왕조의 파라오. |
| 2       | 카아                | 제1왕조의 파라오. 원래 아네지브 다음 대의 파라오는 세메르케트이지만, 그의 이름은 생략되어 있다. 이 점 때문에 아네지브와 세메르케트가 다퉜다는 설이 나왔다. | 31    | 제드카레         | 제5왕조의 파라오. |
| 3       | 헤텝세켐위          | 제2왕조의 파라오. | 32    | 우나스           | 제5왕조의 파라오. |
| 4       | 라네브              | 제2왕조의 파라오. | 33    | 테티             | 제6왕조의 파라오. 짧은 기간 다스린 다음 파라오 우세르카레는 생략되어 있다.                                                                         |
| 5       | 니네체르            | 제2왕조의 파라오. | 34    | 페피 1세         | 제6왕조의 파라오. |
| 6       | 웨네그              | 제2왕조의 파라오이나 고고학적 증거가 거의 없다. 아비도스 왕 목록에도 등장한다.                                                                             | 35    | 메렌레           | 제6왕조의 파라오. |
| 7       | 세네지              | 제2왕조의 파라오로, 고고학적인 위치는 웨네그와 마찬가지이다.                                                                                               | 36    | 페피 2세         | 제6왕조의 파라오. 이후 제1중간기와 제11왕조의 파라오들은 모두 생략되어 있다.                                                                       |
| 8       | 네페르카레 1세      | 이 시기의 알려진 파라오는 세트-페리브센이다. 이 시대 이집트가 잠시 분열했었다는 가설도 있다.(페리브센과 세케미브라는 두 왕 가설)                           | 46    | 소베크네프루     | 제12왕조의 파라오. 11, 12왕조의 파라오들은 역순으로 배치되어 있다. 그리고 제2중간기의 파라오들도 생략되어 있다.                                    |
| 9       | 네페르카소카르      | 이 시기의 알려진 파라오는 세트-페리브센이다. | 45    | 아메넴헤트 4세   | 제12왕조의 파라오. |
| 10      | 후제파              | 이 시기의 알려진 파라오는 세트-페리브센이다. | 44    | 아메넴헤트 3세   | 제12왕조의 파라오. |
| 11      | 카세켐위            | 제2왕조의 마지막 파라오. | 43    | 세누스레트 3세   | 제12왕조의 파라오. |
| 12      | 조세르              | 제3왕조의 파라오. | 42    | 세누스레트 2세   | 제12왕조의 파라오. |
| 13      | 세켐케트            | 제3왕조의 파라오. | 41    | 아메넴헤트 2세   | 제12왕조의 파라오. |
| 14      | 네브카              | 제3왕조의 파라오. 기존에는 조세르의 선왕으로 제3왕조의 시조로 알려져 있었다. 그러나 최근에는 조세르보다 후대의 왕이라는 가설이 설득력을 얻고 있다.         | 40    | 세누스레트 1세   | 제12왕조의 파라오. |
| 15      | 후니                | 제3왕조의 파라오. 사실 세켐케트와 후니 사이에는 카바라는 파라오가 있다. 그런데 6년에 불과한 재위 기간 때문인지 이 목록에는 빠져 있다.                      | 39    | 아메넴헤트 1세   | 제12왕조의 파라오. |
| 16      | 스네프루            | 제4왕조의 파라오. | 38    | 멘투호테프 3세   | 제11왕조의 파라오. |
| 17      | 쿠푸                | 제4왕조의 파라오. | 37    | 멘투호테프 2세   | 제11왕조의 파라오. 제1중간기를 수습한 파라오. |
| 18      | 제데프레            | 제4왕조의 파라오. | 47    | 아흐모세 1세     | 제18왕조의 파라오. |
| 19      | 카프레              | 제4왕조의 파라오. | 48    | 아멘호테프 1세   | 제18왕조의 파라오. |
| 20      | 비케리스?           | 이름이 파괴됨 | 49    | 투트모세 1세 ?   | 이름이 파괴됨. |
| 21      | 멘카우레?           | 이름이 파괴됨 | 50    | 투트모세 2세 ?   | 이름이 파괴됨. 남은 흔적으로 보아 여왕인 하트솁수트는 생략된 것 같다.                                                                              |
| 22      | 솁세스카프?         | 이름이 파괴됨 | 51    | 투트모세 3세 ?   | 이름이 파괴됨. |
| 23      | 탐프티스?           | 이름이 파괴됨. | 52    | 아멘호테프 2세 ? | 이름이 파괴됨. |
| 24      | [?]                 | 앞의 파라오들과 마찬가지로 이름이 파괴되었다. 뿐만 아니라 이 부분에 들어갈 파라오를 제시하는 현존하는 사료가 남아있지 않다.                                | 53    | 투트모세 4세 ?   | 이름이 파괴됨. |
| 25      | 우세르카프          | 제5왕조의 파라오. | 54    | 아멘호테프 3세 ? | 이름이 파괴되었다. 남은 흔적으로 보아 다음에 오는 파라오는 호렘헤브이며, 아마르나 시대와 관련된 아크나톤, 스멘크카레, 투탕카멘, 아이는 생략되었다. |
| 26      | 사후레              | 제5왕조의 파라오. | 55    | 호렘헤브         | 제18왕조의 파라오. |
| 27      | 네페리르카레 카카이 | 제5왕조의 파라오. | 56    | 람세스 1세       | 제19왕조의 파라오. |
| 28      | 솁세스카레          | 제5왕조의 파라오. | 57    | 세티 1세         | 제19왕조의 파라오. |
| 29      | 네페레프레          | 제5왕조의 파라오. 다음 파라오인 니우세르레가 생략되어 있다.                                                                                                | 58    | 람세스 2세       | 제19왕조의 파라오. |

## 신왕국 시대에 만들어진 또다른 파라오 목록
- 아비도스 왕 목록
- 카르나크 왕 목록
- 토리노 파피루스